# Abraham Gotthelf Kästner
Abraham Gotthelf Kästner (Lipcse, 1719. szeptember 27. – Göttingen, 1800. június 20.) német matematikus és epigrammaköltő.

## Élete

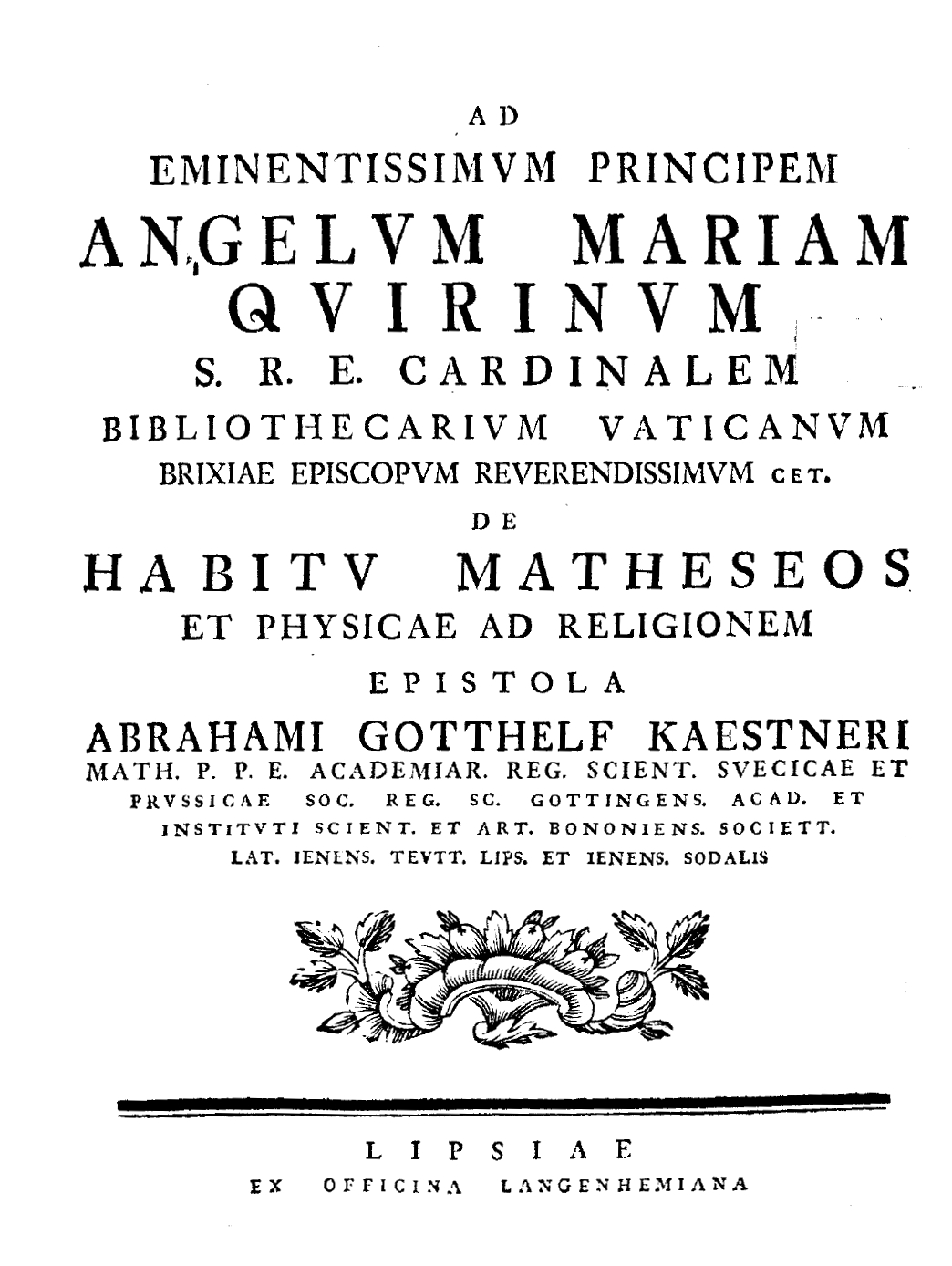
De habitu matheseos et physicae ad religionem, 1752

Lipcsében jogot, filozófiát, matematikát és fizikát hallgatott. Ugyanezekből a tárgyakból tartott a Lipcsei Egyetemen mint magántanár előadásokat és 1746-tól a Göttingeni Egyetemen a geometria és fizika tanára volt. Írt Anfangsgründe der Mathematik-ot és Geschichte der Mathematik-ot 4 kötetben, mely munka egyes részleteiben igen derék, de az általános áttekintés hiányzik belőle. Mint költő különösen éles epigrammái által lett nevezetessé.
Tanítványai voltak: Georg Christoph Lichtenberg, Johann Christian Polycarp Erxleben, Johann Pfaff, Johann Tobias Mayer, Heinrich Wilhelm Brandes, Bolyai Farkas és Georg Klügel.